# Vilsandi
Het eiland Vilsandi is gelegen in de Oostzee en is het meest westelijk gelegen bewoonde eiland van Estland. Het heeft 28 inwoners (2021).
Het is sinds 1993 een natuurgebied (onderdeel van het Nationaal park Vilsandi, oorspronkelijk in 1910 begonnen als een vogelreservaat) en kan worden bezocht. Vanuit de haven Papissaare sadam bij het dorp Rootsiküla op het eiland Saaremaa wordt een veerdienst onderhouden.

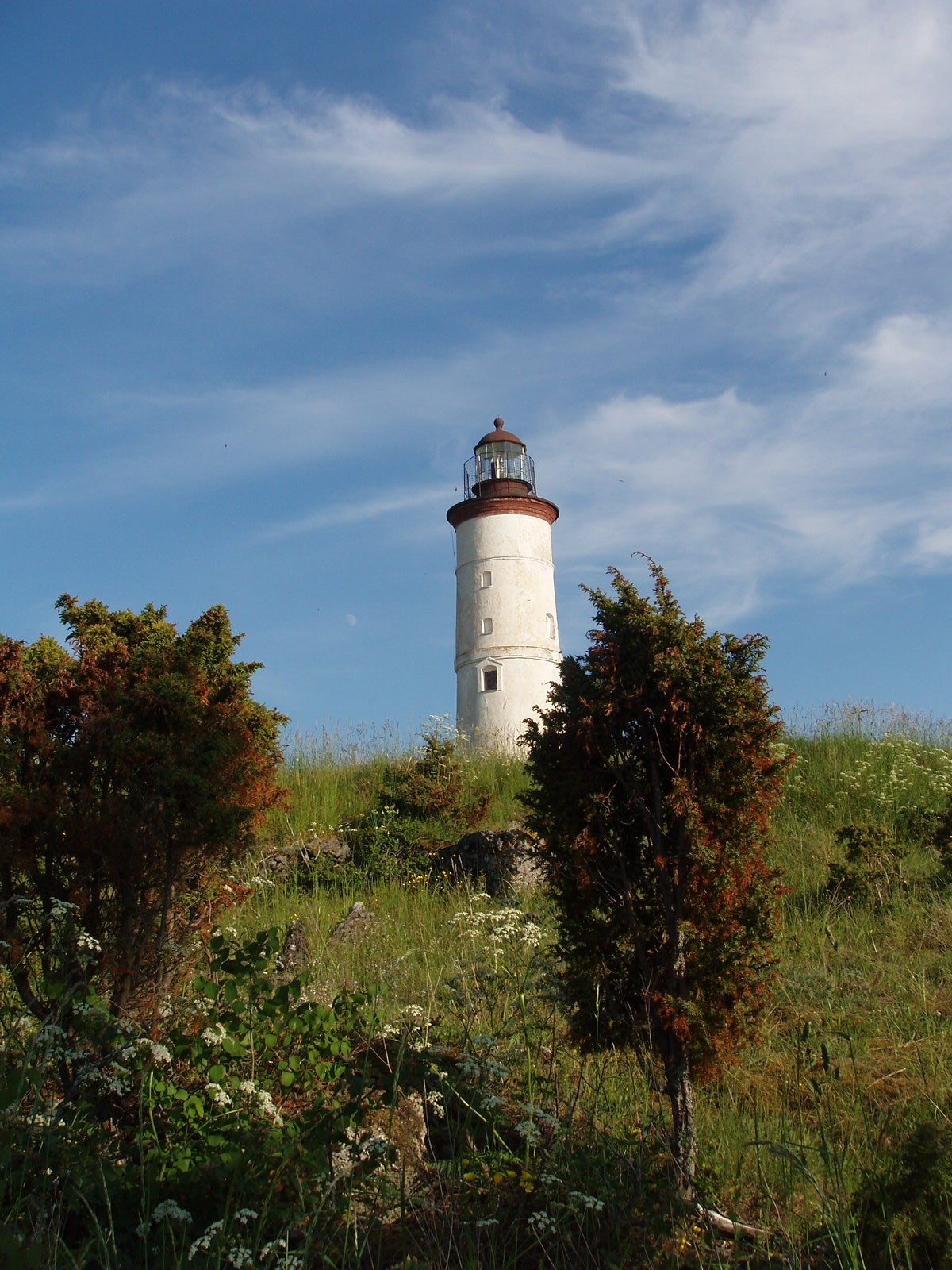
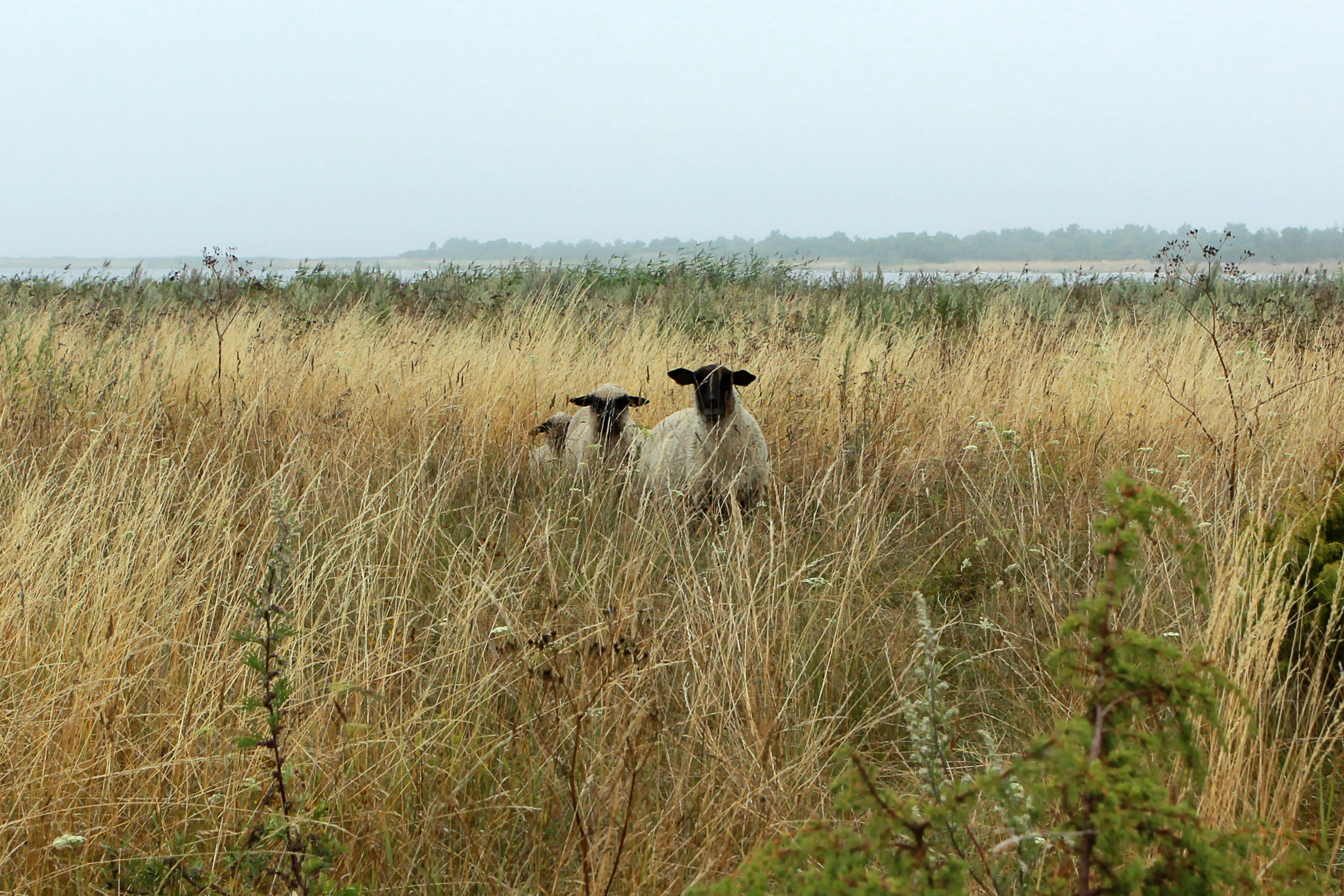
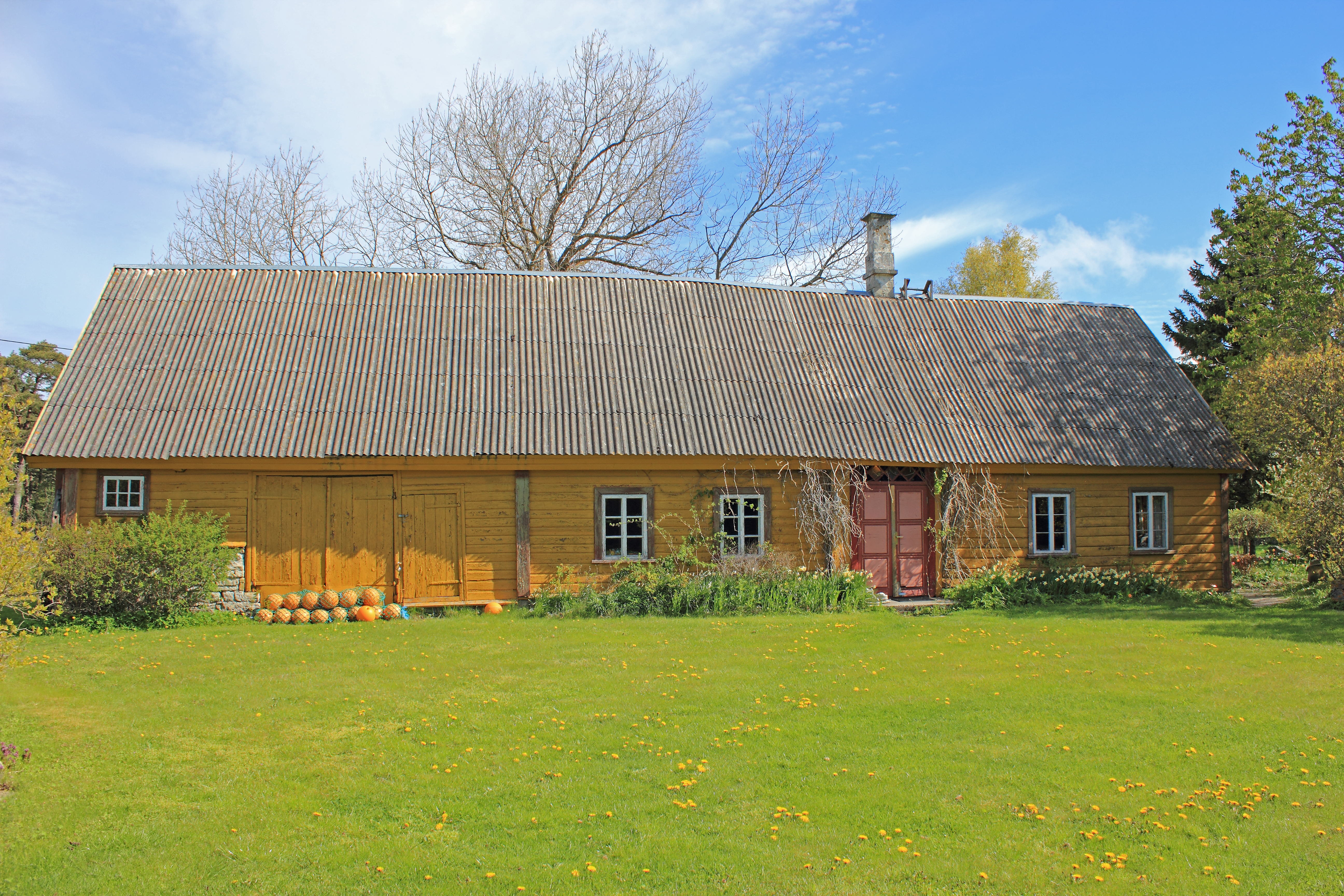
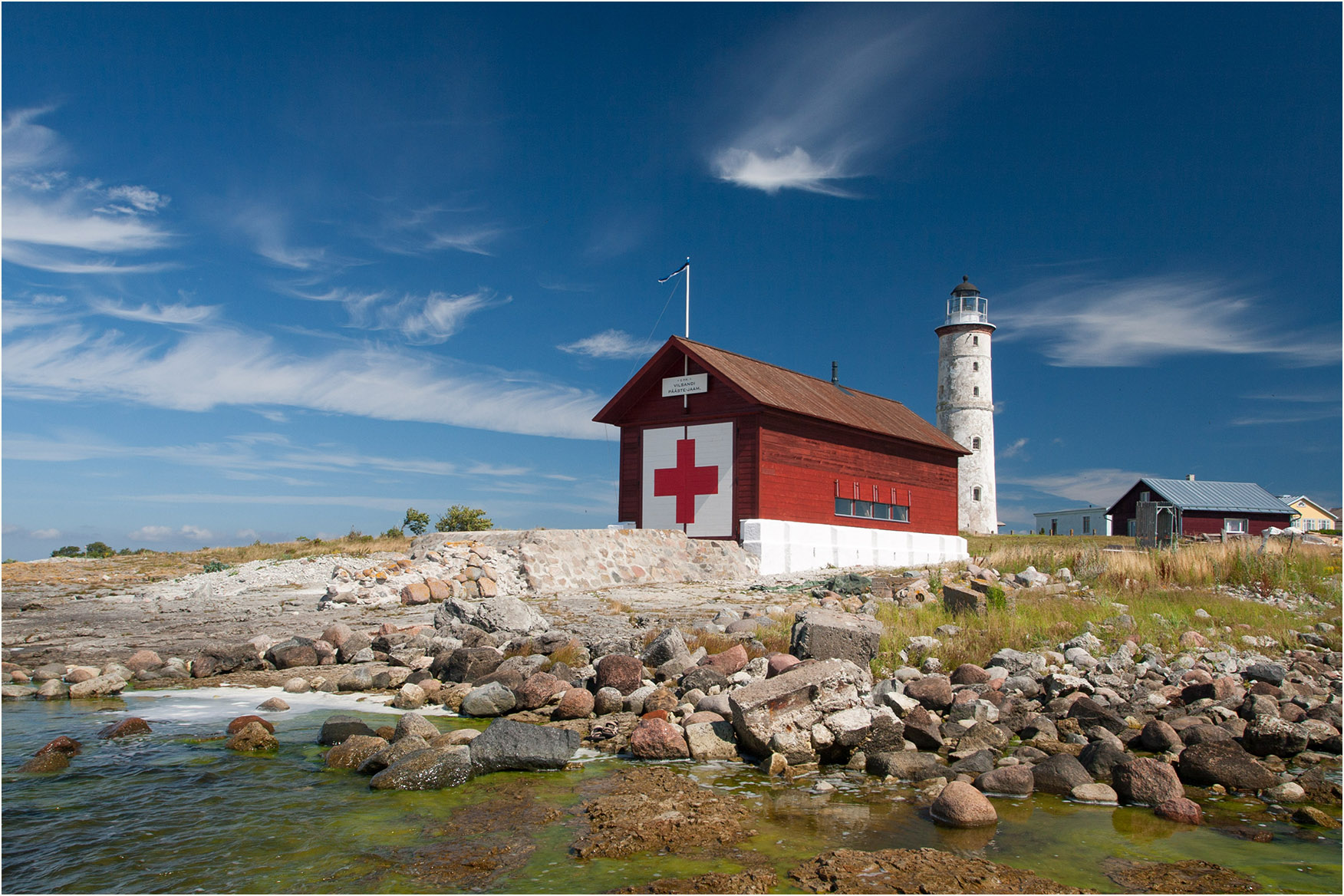
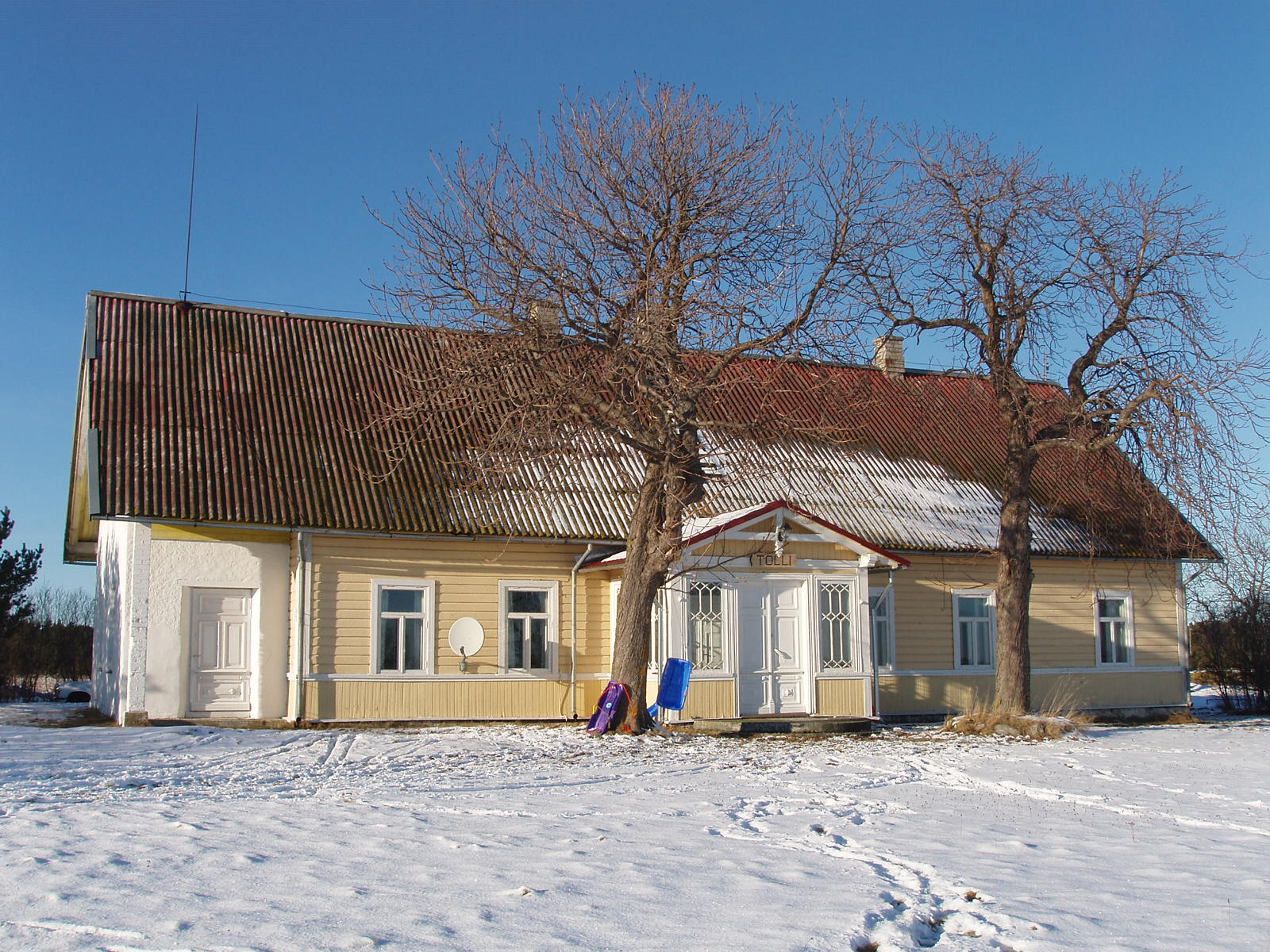